# إيخيا دي لوس كاباييروس
بلدية إيخيا دي لوس كاباييروس (بالإسبانية: Ejea de los Caballeros) هي بلدية تقع في مقاطعة سرقسطة التابعة لمنطقة أراغون شمال شرق إسبانيا.

## الديموغرافيا
بلغ عدد سكان بلدية إيخيا دي لوس كاباييروس 17.306 نسمة عام 2011 (وفقاً للمعهد الوطني الإسباني للإحصاء).
| 15.227 | 15.426 | 16.183 | 16.941 | 16.935 | 17.331 | 17.306 |